# セイント 天国野郎
『セイント 天国野郎』（セイント てんごくやろう、原題：The Saint）は、1962年から1969年までイギリス・ITCで制作され、ITVで放送されたテレビドラマ。全6シーズン、118回。
レスリー・チャータリスの冒険小説のテレビドラマ化。主演はロジャー・ムーア。
オープニング・ナレーションは、「東にスパイあれば飛んで行って国際陰謀を裁き、西に正体不明の怪獣出れば鮮やかな科学捜査でねじ伏せる。警察なんかてんでお呼びじゃない。でも美人だったら大歓迎。粋でスマートで腕力はめっぽう強く、事件の現場に残す天使のいたずら書き。だから人呼んで天国野郎。それが現代のヒーロー、サイモン・テンプラーだ」。
日本では、モノクロ版が1965年2月15日から10月11日まで日本テレビで放映された（全28回）。その後、カラー版を毎日放送が放映した。

## あらすじ
善人からは盗まず、悪をくじく活躍を見せ、犯行現場に指紋一つ残さず、12人の使徒の落書きを残すことから、“セイント”＝聖者と呼ばれる神出鬼没の大怪盗サイモン・テンプラーが、世界を股にかけて活躍する。

## キャスト
- セイント/サイモン・テンプラー：ロジャー・ムーア（吹替：近藤洋介）

## エピソード
| #  | サブタイトル           |
| -- | ---------------------- |
| 1  | 謎の失踪               |
| 2  | ネス湖の怪獣           |
| 3  | スパイはリモコンで消せ |
| 4  | 魔の洞窟               |
| 5  | 紳士はライオンがお好き |
| 6  | 超音速で脱出せよ！     |
| 7  | モデルとダイヤと殺人と |
| 8  | スピードに燃える女     |
| 9  | 殺しのテクニック       |
| 10 | 南海の秘宝             |
| 11 | 現金はお望み次第       |
| 12 | 嘘でごめんなさい       |
| 13 | サイモンとデリラ       |
| 14 | 殺しはパリで           |
| 15 | スパイ脱出作戦         |
| 16 | 地獄への片道切符       |
| 17 | 美女と革命             |
| 18 | 美しき仮面             |
| 19 | スキャンダルで消せ     |
| 20 | 女王陛下危機一髪       |
| 21 | お嬢さんの危険な商売   |
| 22 | イスタンブールの出来事 |
| 23 | 天使の目を狙え         |
| 24 | 帰って来た亡者         |
| 25 | 芳しき罠               |
| 26 | 復讐の鉱山             |
| 27 | ベニスに散った復讐の花 |
| 28 | 機密文書を追え         |
| 29 | 復讐は殺しで           |
| 30 | 教授と娘               |

## 続編・リメイク
1978年から1979年まで、続編『テンプラーの華麗な冒険』（Return of the Saint）が制作された（全24回、日本でのテレビ放映はテレビ東京）。ただし、主演はロジャー・ムーアではなく、イアン・オギルビーがつとめた。
1997年には、フィリップ・ノイス監督、ヴァル・キルマー主演でリメイク映画『セイント』が制作された。
2017年には、サイモン・ウェスト監督、アダム・レイナー、エリザ・ドゥシュク等が出演、ロジャー・ムーアが関わるリメイク作品『ザ・セイント』も制作された。